# Tramatza
Tramatza (sardinsky: Tramàtza) je italská obec (comune) v provincii Oristano v regionu Sardinie. Nachází se ve výšce 19 metrů nad mořem a má 931 obyvatel. Rozloha obce je 16,8 km².